# Каср аль-Бинт
Каср аль-Бинт — храм в набатейском городе Петра. Он обращён в сторону Вади-Мусы и расположен к северо-западу от Большого храма и к юго-западу от Храма крылатых львов. Каср аль-Бинт — одно из наиболее хорошо сохранившихся древних сооружений в Петре, он стоит рядом с монументальными воротами и занимал центральную позицию на улице с колоннадой, а также служил важнейшим местом религиозного поклонения.

## Название
Полное современное арабское название руин древнего храма звучит как Каср эль-бинт Фир’аун, что переводится как «дворец дочери фараона». Оно произошло от местной легенды, согласно которой добродетельная дочь злого фараона решила выбрать мужа среди своих женихов, поставив перед ними задачу обеспечить водой свой дворец. Два жениха выполнили эту задачу одновременно, направив воду во дворец из разных источников в окружающих его холмах. Дочь фараона выбрала более скромного из двух женихов, того, который приписал свой успех богу.

## Божество
Божество, которому был посвящён Каср аль-Бинт, стал предметом научных споров. Храм обращён на север к жертвенному алтарю, который был посвящён Душаре, главному набатейскому божеству, и из-за этой пространственной связи некоторые исследователи предположили, что именно Душаре поклонялись в Каср эль-Бинте. По греческой надписи в зале к востоку от целлы храма можно сделать предположение, что в нём молились и Зевсу Гипсисту («высочайшему»). Другие учёные выдвинули теорию, что наличие в целле фрагмента байтила, который первоначально наверняка был помещён на основание, облицованное золотом, указывает на то, что на самом деле в храме поклонялись Аль-Уззе, отождествляемой также с греческой богиней Афродитой. Хили, считающийся одним из главных специалистов по набатейской религии, считал, что Каср аль-Бинт может быть храмом Афродиты, о котором говорится в письмах Бабаты, документах, которые были спрятаны в пещере во время восстания Бар-Кохбы.

## Планы и материалы
Каср аль-Бинт стоит на возвышении, образованном из щебня, удерживаемого рядами каменной кладки ашлар. Сам храм также построен из блоков ашлар. Доступ к храму обеспечивается монументальной мраморной лестницей с 27 ступенями, разделяемой лестничной площадкой. План храма — квадратный и состоит из пронаоса (или преддверия храма), наоса (или центральной части) и трёхстороннего адитона, который включает целлу, самую сакральную часть храма.
Первоначально пронаос был обрамлён четырьмя колоннами с коринфскими капителями. Ни одна из этих колонн не сохранилась, были найдены лишь фрагменты капителей. По обе стороны от целлы имеются дополнительные камеры. Эти две комнаты первоначально имели верхние помещения, доступ к которым осуществлялся через лестницы, скрытые в толстых стенах здания. Как внутренние, так и наружные стены были первоначально покрыты декоративной штукатуркой, часть которой сохранилась и до наших дней. Ряды деревянных рам выравнивали стены по длине, деревянные клинья всё ещё можно обнаружить между некоторыми камнями. Древесина, используемая в структуре здания, была определена как ливанский кедр.

## Хронология и датировка
Хронология Каср аль-Бинта также служила предметом многолетних научных споров. По-видимому, нынешнее сооружение было построено на остатках ранее малоизученного памятника. Фрагменты керамики, извлечённые из основания сооружения, датируются 50-30/20 годами до н. э. Для нынешнего сооружения дата появления была определена в диапазоне от I века до н. э. до конца I века н. э. Радиоуглеродный анализ оставшейся древесины с участка, который был сделан в 2014 году, указывает на то, что строение имеет terminus post quem (самая ранняя возможная дата строительства), определяемую началом I века нашей эры. Эта дата подтверждается сходством архитектурных убранств Каср аль-Бинта и Эль-Хазне, датировка последнего не вызывает споров. Здания этого периода обладают сложной лепниной и капителями с изящными цветочными мотивами, всё это было обнаружено и в Каср аль-Бинте.
Вторая фаза строительства, датируемая периодом с 106 г. н. э. до конца III века н. э., также подтверждается наличием надписей, монет и керамики. В какой-то момент, вероятно, во время Пальмирского восстания 268—272 годов, Каср аль-Бинт был разграблен и сожжён. Позднее, в средневековый период, он был занят, а его материалы растаскивались для строительных нужд. В тот же период перед храмом был сооружён пандус с использованием архитектурных фрагментов и колонных барабанов из самого сооружения. Считается, что он был установлен там для перемещения некоторых камней, которые затем повторно использовались в других сооружениях.

## Сейсмостойкость
Каср аль-Бинт — одно из немногих древних сооружений, сохранившихся в Петре. Это несмотря на то, что каменная кладка ашлар, которая использовалась при его строительстве, подвержена повреждению из-за вибрации грунта во время землетрясений. Однако симметричный план храма, возможно, помог ослабить моменты кручения, возникавшие во время сейсмической активности. Использование рядов деревянных рам могло также повысить способность структуры здания рассеивать разрушительную энергию. Некоторые исследователи считают, что именно из-за этих рам здание все ещё стоит на своей изначальной высоте.